# Toi, moi et elle
Toi, moi et elle (You Me Her) est une série télévisée canado-américaine en cinquante épisodes d'environ 30 minutes créée par John Scott Shepherd et dont seulement quarante épisodes ont été diffusés entre le 22 mars 2016 et le 11 juin 2019 sur Audience Network, et au Canada à partir du 10 juillet 2016 sur HBO Canada. La dernière saison a été mise en ligne le 7 juin 2020 sur le service de vidéo à la demande Crave.
Se déroulant à Portland, en Oregon, elle est annoncée comme la première comédie « polyromantique ».
La série est diffusée dans tous les pays francophones à partir du 10 février 2017 sur Netflix, à l'exception du Québec où elle est disponible sur le Club Illico et diffusée sur Elles Fictions.

## Synopsis
Entre Jack et Emma, tout semble aller pour le mieux. À une exception près : le couple, vivant proche de Portland, n'arrive pas à avoir d'enfant. 
Bien qu'ils soient toujours aussi épris l'un de l'autre, cette absence d'enfant à élever leur pèse, d'autant qu'ils vivent entourés de voisins et amis déjà parents. Mais en dépit de leurs efforts personnels et d'une thérapie de couple, rien ne semble fonctionner.
Voyant son couple embourbé dans une routine qui a réduit la libido de chacun au plus bas niveau, Jack décide, sur les conseils de son frère, d'engager une escort-girl pour réveiller la flamme. C'est alors qu'il fait la rencontre d'Izzy, étudiante devenue escort en parallèle pour gagner sa vie. Une complicité voit immédiatement le jour entre eux, et se transforme rapidement en une envie de se voir, d'être ensemble.
Le sentiment de culpabilité de Jack le pousse à avouer tout de suite la vérité à sa femme. Sur un coup de tête, Emma décide de rencontrer à son tour Izzy, en cachette, pour voir à quoi elle ressemble, qui elle est. Contre toute attente, elle ne rejette pas la jeune femme ; au contraire, une attirance mutuelle naît entre elles.
Jack et Emma se retrouvent confrontés à une réalité à laquelle ils ne s'attendaient pas : tous deux, toujours fous l'un de l'autre, sont tombés amoureux d'Izzy, qui, elle aussi, semble avoir des sentiments pour chacun. Tous les trois font le choix d'essayer de vivre ce qu'ils ont à vivre tous ensemble, de former un trouple et d'avoir une relation polyamoureuse.

## Distribution

### Acteurs principaux
- Priscilla Faia (VF : Edwige Lemoine) : Isabelle « Izzy » Silva, une étudiante en psychologie et escort-girl[3].
- Greg Poehler (en) (VF : Cédric Dumond) : Jack Trakarsky, doyen-adjoint dans un lycée huppé de Portland[4].
- Rachel Blanchard (VF : Nathalie Spitzer) : Emma Trakarsky, épouse de Jack et architecte[4].
- Melanie Papalia (VF : Marie Giraudon) : Nina, colocataire d'Izzy et escort-girl[5].

### Acteurs récurrents
- Jarod Joseph (VF : Jean-Baptiste Anoumon) : Andy
- Jennifer Spence (VF : Brigitte Virtudes) : Carmen
- Ennis Esmer (VF : Nessym Guetat) : Dave
- Chelah Horsdal (VF : Barbara Delsol) : Lori
- Laine MacNeil (en) (VF : Lou Dubernat) : Ava
- Jerry Wasserman (VF : Bruno Dubernat) : Doyen de la faculté Weinstock

- Version française
  - Studio de doublage : Deluxe Media Paris
  - Direction artistique : Isabelle Leprince
  - Adaptation : Jean-Jacques Pron, Bérangère Alguemi et Yannick Ladroyes

## Production
Une saison de dix épisodes a été commandée le 8 juillet 2015 sans passer par la case pilote.
Le 9 juin 2016, elle a été renouvelée pour deux saisons supplémentaires.
Le 28 juillet 2018, elle a été renouvelée pour deux saisons (4 et 5). La diffusion de la 4e saison a débuté le 9 avril 2019. Le 10 mai 2019, AT&T confirme que la cinquième saison sera la dernière.

## Épisodes

### Première saison (2016)
1. Cigarettes et crackers goût oignon (Cigarettes and Funions and Crap)
2. Tu peux te détendre ? (Can You Be Cool?)
3. Pas de pénétration (No Penetration)
4. Coche une case (Check a Box)
5. Ma nièce Jackie (Niece Jackie)
6. Je nous aime (The T Word)
7. Le Lendemain matin (The Morning After)
8. Dans l'espace (The Relationship More Populated)
9. Remonter à la source (Sweet Home Colorado)
10. Ce qu'il ne faut pas faire (Trope Isn't a Four Letter Word)

### Deuxième saison (2017)
La deuxième saison est diffusée à partir du 14 février 2017. Elle est disponible sur Netflix depuis le 15 juin 2017.
1. La Fée du sexe et les flammes éternelles (Sex Fairy and the Eternal Flames)[11]
2. Comme se remettre en selle (Like Riding a Vagina Bike)
3. Souviens-toi, Ruby (Remember, Ruby, Remember)
4. Le Chat dans la boîte (Cat in the Box)
5. Le Sensei défoncé (Stoner Sensai's Secrets of Love)
6. Qu'est-ce qui déconne chez vous, les Trakarsky ? (What the F Is Wrong with You Trakarskys?)
7. Bizarre Janis et la mère-porteuse blanche sans le sou (Weird Janis and the White Trash Baby Vessel)
8. Effrayant petit canard adoré (Freaky Little Love Poodles)
9. Les Avantages de la vodka (Silver Linings and Vodka)
10. Baby, Baby Where Did Our Love Go?

### Troisième saison (2018)
La troisième saison est diffusée à partir du 21 mars 2018. Elle est disponible sur Netflix depuis le 1er juin 2018.
1. Sans mâle à Seattle (Dickless in Seattle)
2. Si on faisait la paix (I Said Make Up)
3. Touristes de l'homosexualité et enfoirés inutiles (Tourist Lesbians and Millennial Twats)
4. Inconcevable ! (Inconceivable!)
5. Bienvenue dans la cage du tigre (Welcome to the Tiger Cage)
6. Tu ne m'auras pas deux fois (Fool Me Once? Shame on You. Fool Me Twice? Blow Me)
7. Accroche-toi à tes ovaires (Hold Onto Your Ovaries)
8. L'Attrait insidieux du potiron et du pain d'épices (The Insidious Lure of Pumpkin Spice)
9. Deux enfoirés et une chiffe molle dépressive (Asshole, Other Asshole, and the Depressive Muppet)
10. Je me choisis, moi (You Be You And I'll Be Me)

### Quatrième saison (2019)
La quatrième saison est diffusée à partir du 9 avril 2019.
1. Comme un chien dans un jeu de quilles (Triangular Peg, Meet Round Hole[12])
2. Le Spectacle de clowns le plus triste du monde (The Saddest Clown Show Ever)
3. Le Sourd qui écoute l'aveugle qui guide le cul-de-jatte (The Deaf Leading the Blind Leading the Stupid)
4. C'est trop débile, et je ne suis pas du tout en train de pleurer (That's So Stupid and I'm Definitely Not Crying)
5. Le Père Noël chevauchant le monstre du Loch Ness en Atlantide (Santa Claus Rides Loch Ness Monster into Atlantis!)
6. Mangez des étrangers et ne parlez pas aux légumes (Eat Your Strangers and Don't Talk to Vegetables!)
7. L'Omelette (Now Who's Got Egg in Her Hair?)
8. Une bouillabaisse de stupidité (A Whole Bouillabaisse of Crazy)
9. Ficus, menottes et carré blanc (I'm Popeye and You're My Beautiful Spinach)
10. Ça, c'est nous. Ou pas. (Who We Are… And Who We Aren't)

### Cinquième saison (2020)
Cette cinquième et dernière saison a été mise en ligne le 7 juin 2020 sur Crave au Canada.
1. Les Étapes du deuil (de la rupture) (The Stages of (Breakup) Grief)
2. La Potion magique du Dr Bien-être (Dr Feelgood's Magic Tea)
3. Quand la situation devient zarbi (Squonk Happens)
4. Cela dit, je vous déteste (Also, I Hate You.)
5. L'Hôtel Angelina, dernier étage avec vue sur la ville (Remember the Carlyle!)
6. Rompez de toutes vos forces (Break It like You Mean It)
7. Allons-y franco (Going Deep Dish)
8. Maman (Oh, Mama!)
9. Quelque chose à te dire (Say Something. Say Anything.)
10. Tu es nous (Home Is Where the Flaming Heart Is)